# Битва, завершившая столетие
«Битва, завершившая столетие» (англ. The Battle that Ended the Century) — короткий рассказ Говарда Филлипса Лавкрафта, написанный в соавторстве с Робертом Хейвордом Барлоу в 1933 году. Рассказ был написан в июне 1934 года и опубликован в журнале «The Acolyte» за июнь 1934 года. Этот шуточный рассказ, представленный в форме игры слов и самокритики, изначально распространялся в «Кругу Лавкрафта» в частном порядке, и содержит множество персональных шуток, и отсылок к писателями под их прозвищами, альтер эго или другими юмористическими именами. Г. Ф. Лавкрафт написал большую часть с дополнениями и глоссарием имен в конце этой небольшой работы, предоставленной Р. Х. Барлоу.

## Сюжет
Накануне 2001 года толпа собралась у развалин гаража Коэна, чтобы посмотреть поединок Боба «Два пистолета» против «Нокаут» Берни, только что освоившего курс физкультуры, купленный у Артура Лидса. Бил Лам Ли, почитаемый тибетской ламой, предсказал ничью и взывал к богу-змею Валусии. Владислав Бренрик продавал слойки с кремом. Участников лечили хирурги Убийца и Пивовар. 
В первом раунд зубы вылетели изо рта Берни, после небрежного постукивания, а Боб описал параболу в сторону Юкатана; но был возвращен поспешной экспедицией мистером Краденный Ствол и Шотландцем. Этот инцидент использовал выдающийся социолог и бывший поэт Фрэнк быстрый короткий сон-младший в качестве баллады о пролетарской пропаганде с тремя намеренно дефектными строками. Тем временем властелин соседнего королевства Эффджей Аккаминский (известный также как критик-любитель) выразил отвращение к технике бойцов, заодно торгуя фотографиями бойцов (с собой на переднем плане) по пять центов за штуку. Во втором раунде выдающийся анатом из журнала миссис Бландередж изобразила пару сражающихся обнаженных тел за тонкой завесой табачного дыма, в то время как покойный С. Пол-Цента сделал набросок трех китайцев, одетых в шелковые шляпы и галоши, — это его собственное видение боя. Чудак Хоуи позже получил признание за его рисунок на ежегодной кубистической выставке под названием «Абстракция искорененного пудинга». В третьем раунде несколько зрителей были взяты под опеку Гарри Бробста из больницы Батлера для психических заболеваний. Обо этом сообщил мистер Лаблаш Талькум, чью копию редактирует «Лошадиная сила и ненавижу творить» (Г. Ф. Лавкрафт). Граф д’Эрлетт делал заметки для 200-томного цикла романов в прустовской манере под названием «Сентябрьское утро» с иллюстрациями миссис Эрлетт. Ошибка. Мистер Бородавка Цезаря взял интервью как у бойцов, так и у наиболее важных зрителей. Спецэффекты предоставила лаборатория электрических испытаний под руководством «Углового тормоза». Четвертый тур был продлен на восемь часов по просьбе артиста Скитальца, который хотел придать некоторые оттенки фантазии своему изображению истощенной физиономии Боба.
В пятом раунде наступила кульминация, когда Боб одним ударом повалил себя и Берни на пол. На этом арбитр — Робертьев Эссович Каровский, московский посол — объявил конец. Ввиду окровавленного состояния Берни, он был признан ликвидированным в соответствии с марксистской идеологией. Боб подал официальный протест, который был быстро отклонен на том основании, что все точки, необходимые для технической смерти, теоретически присутствовали. Формально побежденный был передан на попечение гробовщика мистера Чайная ягода Квинса. Похоронную процессию возглавлял пестро украшенный катафалк, которым управлял Малик Таус «Павлиний султан», прокладывающий маршрут через стены. Панихиду исполнил маэстро «Пой Ли Кричи» на пикколо; звучала ария Де Сильвы, Брауна и Хендерсона «Не прихлопни муху». Погребение было прервано, когда спонсор Ивар Грызун, эсквайр — скрылся со всей выручкой. Больше всех сожалел Преподобный «Западный Ветер», который был вынужден оставить трогательную проповедь, специально переработанную для празднования, из речи, произнесенной на похоронах любимого коня.
Известный художник Кларкаш-Тон эзотерически изобразил борцов как бескостных грибов, но рисунок был напечатан лишь после неоднократных отклонений разборчивым редактором «Ветер в городе и сумке» — как репортаж Вождя Питера (под типографским контролем Вреста Ортона). Благодаря усилиям Отиса Адельберта Клайна, это произведение было выставлено на продажу в книжном магазине «Смажь и плач», в три с половиной экземпляра, которые продались благодаря заманчивому описанию Самуэля Филантропа, эсквайра. В ответ на широкий спрос текст, наконец, был перепечатан мистером Де Цена на полихроматических страницах «Еженедельник Америки Вурста» под заголовком «Устарела ли наука? или, Миллеры в гараже». Однако в обращении не осталось копий; поскольку все, что не было раскуплено фанатичными библиофилами, было конфисковано полицией в связи с иском о клевете Боба, который, после нескольких апелляций, закончившихся Всемирным судом, был признан не только официально живым, но и победителем поединка.

## Персонажи
| Персонаж                          | англ.                                         | Человек                                                     | англ.                                     |
| --------------------------------- | --------------------------------------------- | ----------------------------------------------------------- | ----------------------------------------- |
| Боб «два пистолета»               | Two-Gun Bob                                   | Роберт Говард                                               | Robert E. Howard                          |
| «Нокаут» Берни                    | Knockout Bernie, the Wild Wolf of West Shokan | Бернард Остин Дайер                                         | Bernard Austin Dwyer, of West Shokan, N.Y |
| Бил Лам Ли                        | Bill Lum Li                                   | Уильям Ламли                                                | William Lumley                            |
| Владислав Бренрик                 | Wladislaw Brenryk                             | Х. Уорнер Манн                                              | Warner Munn                               |
| Д. Х. Киллер                      | D. H. Killer                                  | Дэвид Х. Келлер                                             | David Keller                              |
| М. Джин Пивовар                   | M. Gin Brewery                                | Майлс Дж Брюер                                              | Miles G. Breuer                           |
| А. Краденный ствол                | A. Hijacked Barrell                           | Хаятт Веррилл                                               | A. Hyatt Verrill                          |
| Д. А. Шотландец                   | G. A. Scotland                                | Джордж Аллан Ингленд                                        | George Allan England                      |
| Фрэнк быстрый короткий сон        | Frank Chimesleep Short, Jr                    | Фрэнк Белнэп Лонг                                           | Frank Belknap Long, Jr.                   |
| Эффджей Аккаминский               | The Effjoy of Akkamin                         | Форрест Дж. Акерман                                         | Forrest J. Ackerman                       |
| Миссис М. Бландедж                | Mrs. M. Blunderage                            | Маргарет Брандейдж (художник из «Weird Tales»)              | Margaret Brundage                         |
| Мистер С. Пол цента               | Mr. C. Half-Cent                              | Кертис Чарльз Сенф (художник из «Weird Tales»)              | Curtis Charles Senf                       |
| Чудак Хоуи                        | Goofy Hooey                                   | Хью Ранкин (художник из Weird Tales)                        | Hugh Rankin                               |
| В. Лаблаш Талькум                 | W. Lablache Talcum                            | Уилфред Бланч Талман                                        | Wilfred Blanch Talman                     |
| Лошадиная сила и ненавижу творить | Horse Power Hateart                           | Говард Филлипс Лавкрафт                                     | Howard Phillips Lovecraft                 |
| Граф д’Эрлетт                     | M. le Comte d’Erlette                         | Август Дэрлет (автор «Вечера весной»)                       | August Derleth                            |
| Дж. Бородавка Цезаря              | J. Caesar Warts                               | Юлий Шварц                                                  | Julius Schwartz                           |
| Угловой тормоз                    | H. Kanebrake                                  | Х. К. Кениг (сотрудник Лаборатории электрических испытаний) | H. C. Koenig                              |
| Скиталец                          | H. Wanderer                                   | Говард Уондри                                               | Howard Wandrei                            |
| Робертифф Эссович Каровский       | Robertieff Essovitch Karovsky                 | Роберт С. Карр                                              | Robert S. Carr                            |
| Чайная ягода Квинса               | Teaberry Quince                               | Сибери Куинн                                                | Seabury Quinn)                            |
| Малик Таус, Павлиний султан       | Malik Taus, the Peacock Sultan                | Эдгар Хоффманн Прайс                                        | E. Hoffmann Price                         |
| Пой Ли Кричи                      | Sing Lee Bawledou                             | Ф. Ли Болдуин                                               | F. Lee Baldwin                            |
| Айвор К. Грызун                   | Ivor K. Rodent                                | Хьюго Гернсбак                                              | Hugo Gernsback                            |
| Преподобный Западный Ветер        | Rev. D. Vest Wind                             | неизвестный человек                                         |                                           |
| Клараш-тон                        | Klarkash-Ton                                  | Кларк Эштон Смит                                            | Clark Ashton Smith                        |
| Ветер в городе и сумке            | Windy City Grab-Bag                           | из «Weird Tales»                                            |                                           |
| В. Вождь Питер                    | W. Peter Chef                                 | В. Пол Кук                                                  | W. Paul Cook                              |
| Смажь и плач                      | Smearum & Weep                                | Даубер и Пайн                                               | Dauber & Pine                             |
| Самуэль Филантроп                 | Samuelus Philanthropus                        | Сэмюэл Лавмен                                               | Samuel Loveman                            |
| Мистер Де Цена                    | Mr. De Merit                                  | А. Мерритт (автор книги «The Dwellers in the Mirage»)       | A. Merritt                                |
| Еженедельник Америки Вурста       | Wurst’s Weekly Americana                      | Еженедельник Америки Хёрста                                 | Hearst’s American Weekly                  |